# Paolo Monti
Paolo Monti (* 11. August 1908 in Novara; † 29. November 1982 in Mailand) war ein italienischer Fotograf. Er ist insbesondere für seine Architekturfotografie bekannt.

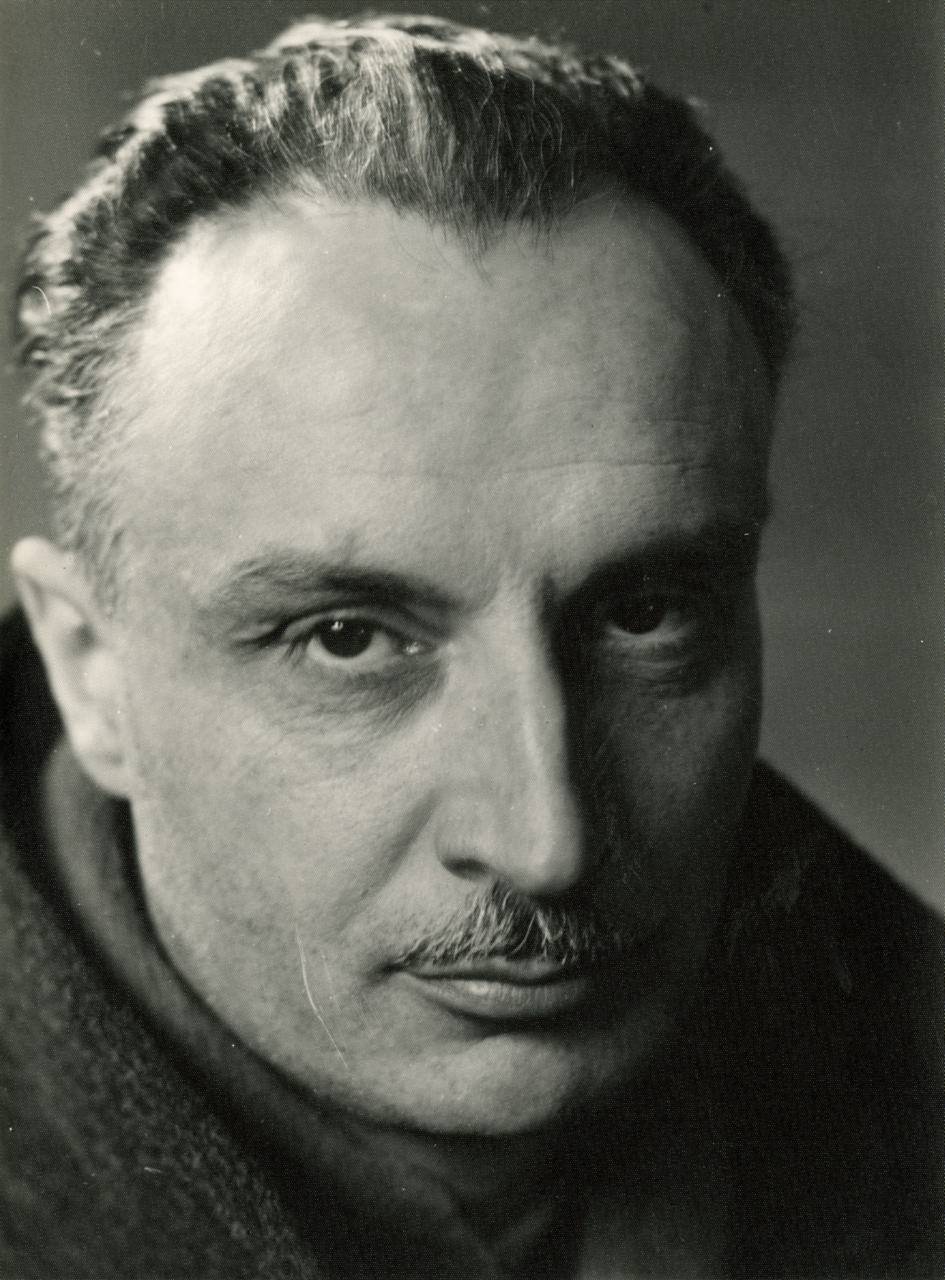
Selbstporträt, 1954

## Werdegang
Paolo Monti wurde als Sohn eines Bankiers und Hobbyfotografen aus Val d’Ossola geboren. Er besuchte die Universität Bocconi in Mailand, schloss 1930 sein Studium der Wirtschaftswissenschaften ab und arbeitete anschließend einige Jahre in der Region Piemont. 1936 heiratete er und fand im selben Jahr eine Anstellung bei der Firma Montecatini, für die er bis Kriegsende tätig war. Von 1939 bis 1945 lebte er in Mestre bei Venedig, anschließend zog er nach Venedig, wo er bei der Regionalen Landwirtschaftsgenossenschaft arbeitete und sein Hobby der Fotografie fortsetzte. Er half 1947 bei der Gründung des Clubs La Gondola, der bald zu einem Merkmal der internationalen Avantgarde-Fotografiebewegung wurde. 1953 wurde Monti Berufsfotograf und arbeitete hauptsächlich mit Zeitschriften im Bereich Architektur und Design zusammen. Er half bei der Illustration von über 200 Bänden über Städte und Regionen, Architekten und Künstler.  Ab dem Jahr 1965 fotografierte er Illustrationen zur Geschichte der italienischen Literatur und  Apenninentäler einschließlich der Region Emilia-Romagna. Später bezogen sich seine Fotografien auf die italienische Kunstgeschichte. Nach 1980 konzentrierte er sich auf die fotografische Dokumentation des Erbes von Novara, Ortasee und Val d’Ossola.
Nachlass
Das Archiv von Paolo Monti wurde 2004 vom italienischen Ministerium für Kulturerbe und Kultur als von bemerkenswertem historischen Interesse eingestuft und 2008 von der BEIC-Stiftung erworben, katalogisiert und der Öffentlichkeit zugänglich gemacht.

## Fotografien
Monti fotografierte für Architekten wie Carlo Scarpa, Gio Ponti, Pier Luigi Nervi, Giovanni Michelucci, Luigi Moretti, Vico Magistretti, Vittoriano Viganò oder Ignazio Gardella.

## Galerie

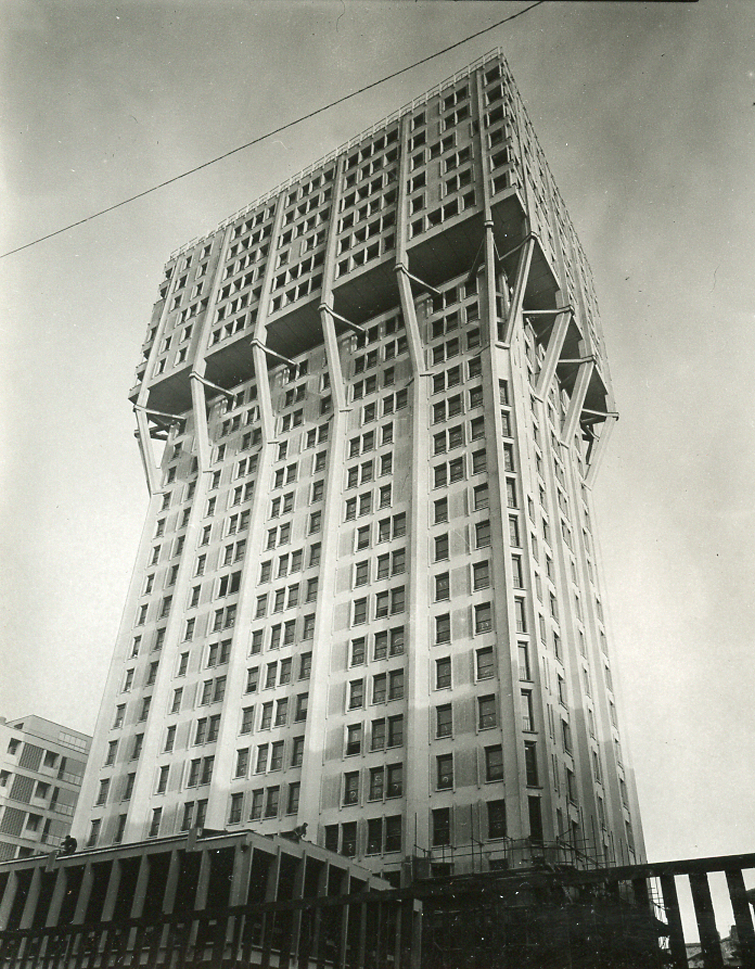
Torre Velasca
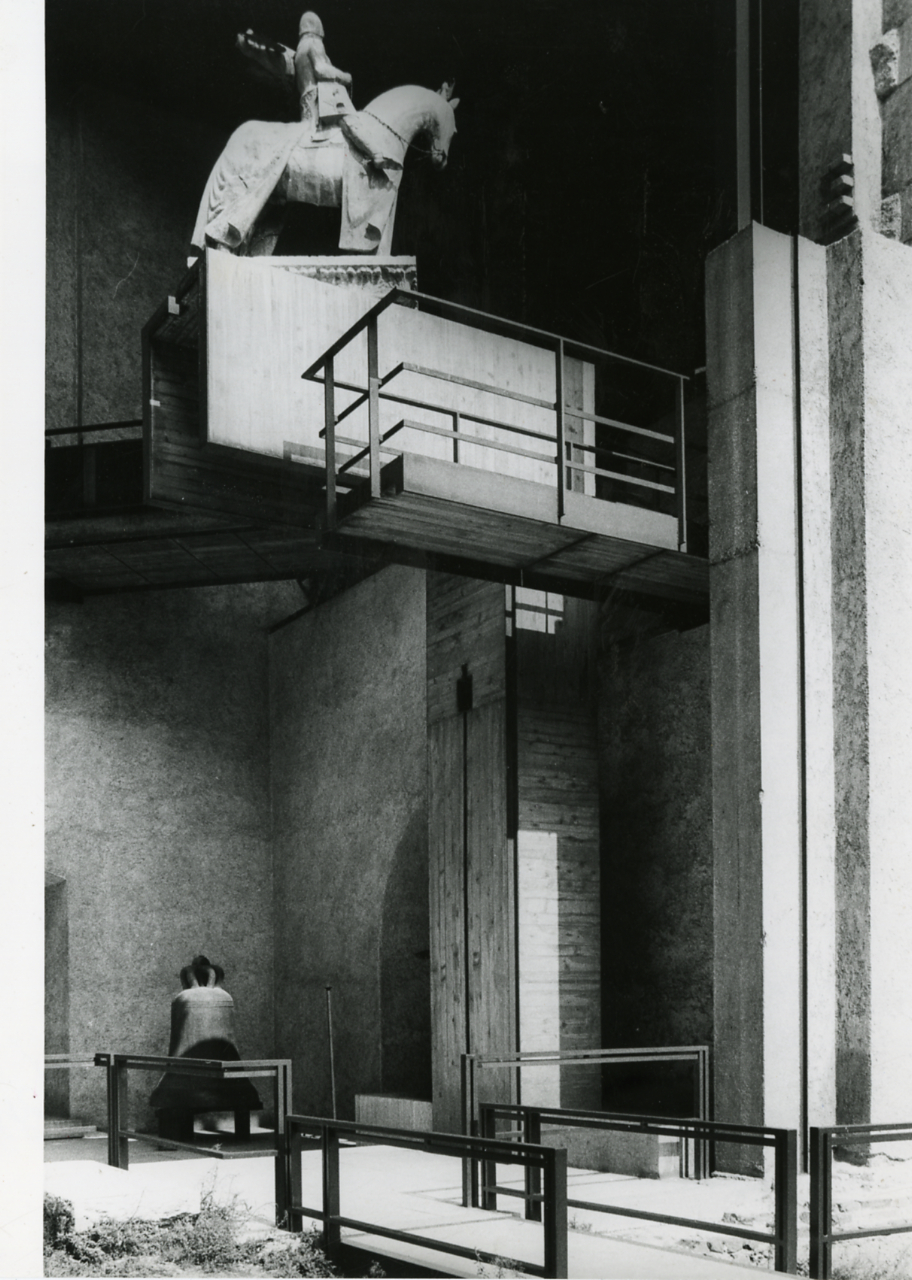
Castelvecchio
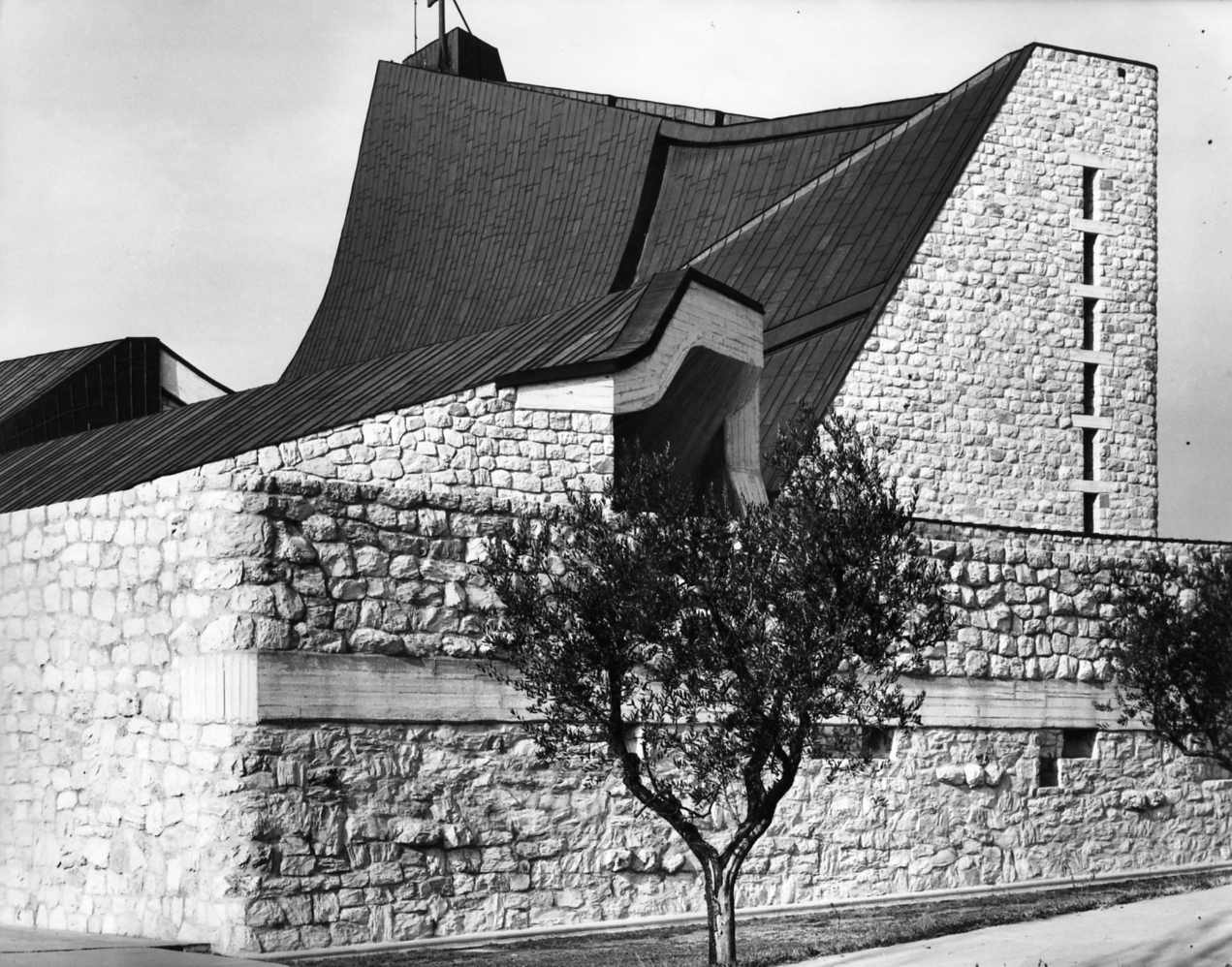
Autobahnkirche von San Giovanni Battista
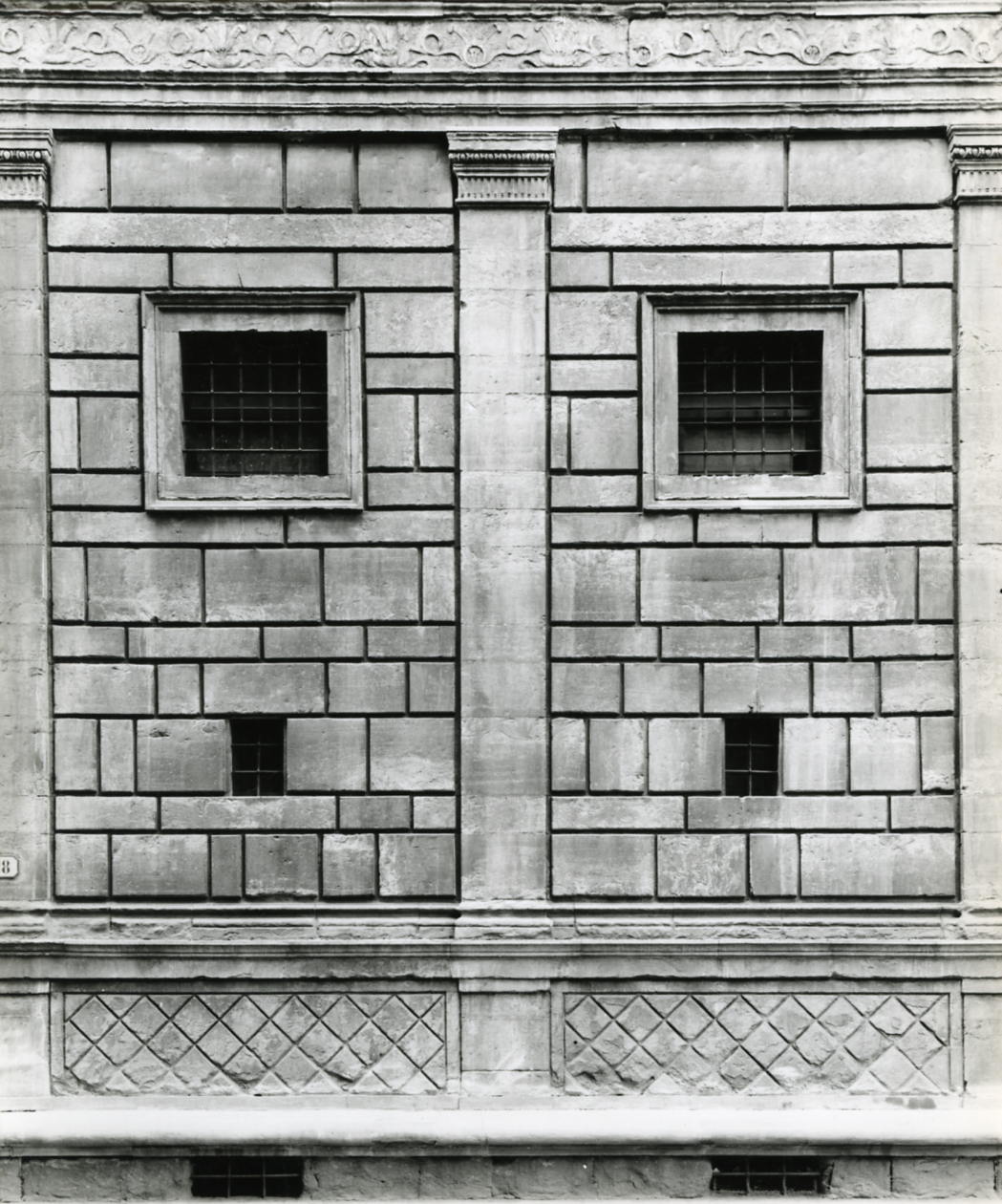
Palazzo Rucellai
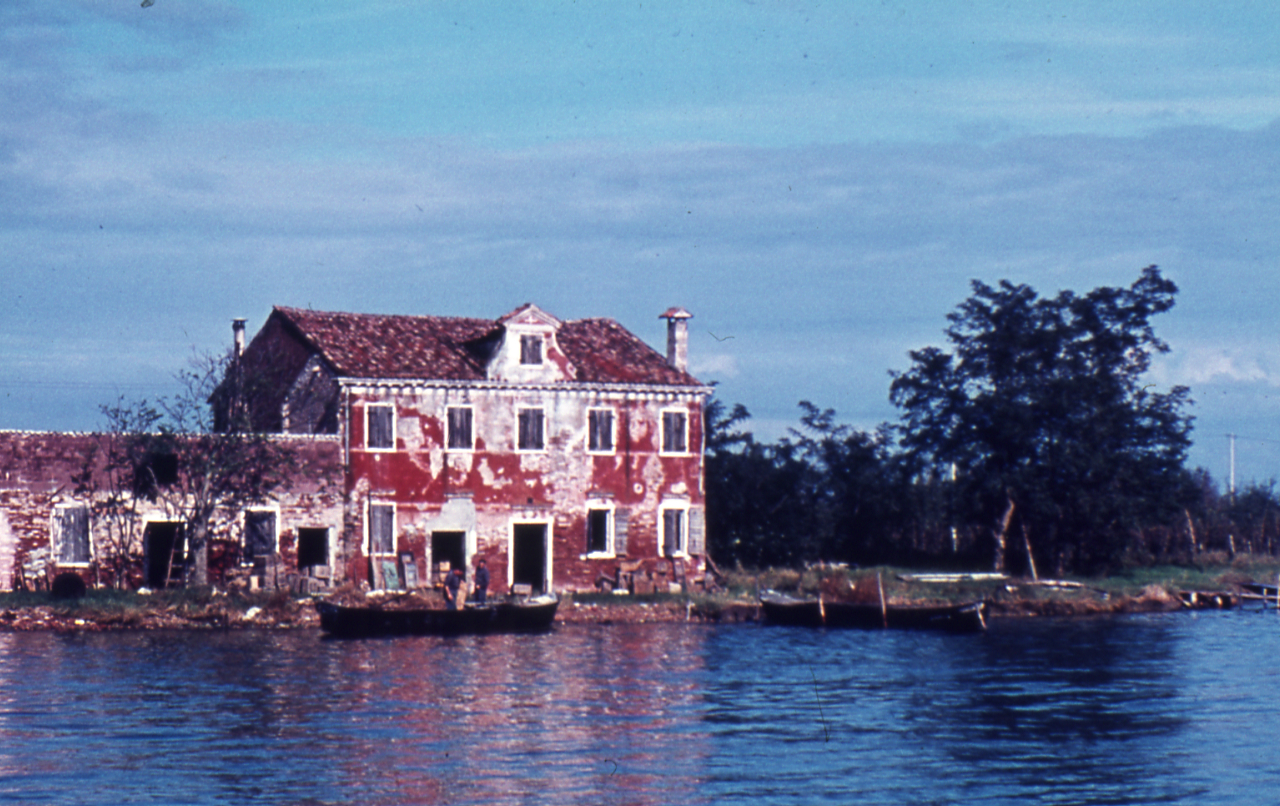
Lagune von Venedig

## Preise
- 1981: Umberto-Zanotti-Bianco-Preis für fotografische Dokumentation des Erbes von Novara, Ortasee und Val d’Ossola.

## Veröffentlichungen
- Paolo Monti. Gruppo Editoriale Fabbri, Mailand 1983, OCLC 42777603 (Text von Antonio Arcari).
- Paolo Monti. Fotografo di Brunelleschi: le architetture Fiorentine. Hrsg.: Franco Bonilauri, Salvatore Di Pasquale (= IBC dossier. Nr. 28). Grafis, Casalecchio di Reno, Bologna 1986, OCLC 16145381.
- Fotografie 1950–1980. Hrsg.: Giovanni Chiaramonte. F. Motta, Mailand 1993, ISBN 88-7179-028-6.